# Windows Server 2008
Microsoft Windows Server 2008 est un système d'exploitation de Microsoft orienté serveur. Il est le successeur de Windows Server 2003 R2 sorti trois ans plus tôt et le prédécesseur de Windows Server 2008 R2. Cette version a été officiellement présentée au public français (exclusivité mondiale) lors des TechDays 2008 qui se sont déroulés du 11 au 13 février 2008 à Paris. La sortie internationale du produit quant à elle a eu lieu le 27 février 2008. À l'instar de Windows Vista, Windows Server 2008 est basé sur le noyau Windows NT version 6.0.
Ce produit a été connu sous le nom de code « Windows Server Longhorn » jusqu'au 16 mai 2007, où Bill Gates a annoncé son nom officiel (Windows Server 2008) lors de sa session keynote du WinHEC.
La première version bêta officielle date du 27 juillet 2005 ; la seconde bêta a été annoncée et publiée le 23 mai 2006 lors du WinHEC 2006 et la troisième bêta a été rendue publique le 25 avril 2007. La version Release Candidate 0 (RC0) a été rendue disponible au public le 24 septembre 2007 et la version Release Candidate 1 (RC1) a été rendue disponible au public le 5 décembre 2007. La version RTM (Release to manufacturing) de Windows Server 2008 est arrivée le 4 février 2008 avec l'annonce de la sortie officielle mondiale pour le 27 février 2008.

## Fonctionnalités
Windows Server 2008 étant basé sur le même noyau que Vista, il reprend la plupart des fonctionnalités techniques, de sécurité, de gestion et d'administration apportées par celui-ci.
On peut citer par exemple (liste non exhaustive) :
- réécriture de la couche réseau (IPv6 et connectivité sans-fil en natif) ;
- amélioration du déploiement, de la récupération et de l'installation basée sur une image source ;
- amélioration des outils de diagnostic, de supervision, de traçabilité des événements et de rapports ;
- apport de nouvelles fonctionnalités de sécurité telles que BitLocker Drive Encryption et ASLR, amélioration du pare-feu Windows avec la configuration sécurisée par défaut ;
- technologie .NET Framework 3.0, spécifiquement Windows Communication Foundation (WCF), Microsoft Message Queuing et Windows Workflow Foundation ;
- amélioration également du noyau, de la gestion mémoire, et du système de fichiers : les processeurs et composants mémoire sont définis comme des périphériques Plug and Play, afin de permettre le « branchement à chaud » (hot-plug) de ceux-ci. Cela permet aux ressources système d'être partitionnées de façon dynamique à l'aide du module Dynamic Hardware Partitioning (littéralement : « Gestion Dynamique du Partitionnement ») ; chacune disposant de sa propre partition de mémoire, processeur et pont d'hôte E/S indépendante les unes des autres.

### Server Core
Il s'agit probablement de la nouveauté la plus notable proposée par Windows Server 2008 : l’option d’installation Server Core installe uniquement le strict minimum. Exit par exemple l’Explorateur Windows (donc plus d'interface graphique, à l'instar d'Ubuntu Server par exemple). Il ne contient pas non plus le Framework .NET, Internet Explorer, ou toute autre fonctionnalité qui n'est pas indispensable au bon fonctionnement du noyau.
La configuration et la maintenance s'effectueront alors en ligne de commande (ce qui demande une certaine maîtrise de l'outil, et donc limite ce type d'installation aux utilisateurs chevronnés) ou en se connectant à distance à la machine au travers d'un logiciel qui, lui, pourra offrir une interface graphique.
Cette installation apporte plusieurs avantages :
- Réduction tout d'abord des ressources nécessaires ;
- Réduction de la maintenance et de la gestion, puisque seuls les éléments nécessaires pour les rôles définis sont à installer et configurer ;
- Réduction enfin de la surface d’exposition aux attaques, directement lié au nombre réduit d’applications et services exécutées sur le serveur ;

Une machine Server Core peut être configurée pour assurer plusieurs rôles de base :
- Services de domaine Active Directory (AD DS)
- Services AD LDS (Active Directory Lightweight Directory Services)
- Serveur DHCP
- Serveur DNS
- Serveur de fichiers
- Serveur d’impression
- Services de diffusion multimédia en continu

Ainsi que les fonctionnalités facultatives suivantes :
- Sauvegarde
- Chiffrement de lecteur BitLocker Drive Encryption
- Clustering avec basculement
- MPIO (Multipath I/O)
- Équilibrage de la charge réseau
- Stockage amovible
- Protocole SNMP (Simple Network Management Protocol)
- Sous-système pour les applications Unix
- Client Telnet
- Service Windows Internet Naming Service (WINS)

### Les rôlesActive Directory
Active Directory comprend désormais les services d'identité, de certificats et de gestion numérique des droits. Jusqu'à Windows Server 2003, Active Directory a permis aux administrateurs réseaux de gérer centralement les ordinateurs interconnectés, de définir des stratégies pour un ensemble ou groupe d'utilisateurs, et de déployer centralement de nouvelles applications à une multitude d'ordinateurs. Ce rôle de base d’Active Directory a été renommé en tant que Active Directory Domain Services (AD DS). Un certain nombre de nouveaux services ont été ajoutés, tels qu'Active Directory Federation Services (AD FS), Active Directory Lightweight Directory Services (AD LDS - connu initialement sous le nom Active Directory Application Mode, ou ADAM), Active Directory Certificate Services (AD CS), et Active Directory Rights Management Services (AD RMS). Les services de Certificats et d'Identité permettent aux administrateurs de gérer les comptes utilisateurs et les certificats numériques qui leur permettent d'accéder à certains services et systèmes. Federation management services permet aux entreprises de partager des données d'authentification avec des partenaires et clients de confiance, permettant ainsi à un consultant d'utiliser son propre compte utilisateur et mot de passe afin d'ouvrir une session sur le réseau de son client. Identity Integration Feature Pack est inclus à Active Directory Metadirectory Services (ADMS). Chacun de ces services représente un rôle serveur.

### Terminal Services
Windows Server 2008 apporte des améliorations majeures à Terminal Services. Terminal Services est désormais compatible avec le protocole de bureau à distance en version 6.0 Remote Desktop Protocol 6.0. L'amélioration la plus notable consiste en la capacité à partager une application au travers d'une connexion de bureau à distance, à la place du bureau entier. Cette fonctionnalité est nommée Terminal Services Remote Programs. Les autres nouveautés à Terminal Services comportent la passerelle Terminal Services (Terminal Services Gateway) et l'accès web à Terminal Services (Terminal Services Web Access - interface web complète). À l'aide de Terminal Services Gateway, les ordinateurs autorisés peuvent se connecter de manière sécurisée à un serveur de Terminal ou à un bureau à distance depuis Internet au travers de l'utilisation du bureau à distance via HTTPS sans avoir recours à l'établissement préalable d'une connexion VPN. Il n'est pas nécessaire d'ouvrir des ports supplémentaires sur les pare-feu car le protocole RDP est encapsulé dans l'accès HTTPS. Terminal Services Web Access permet aux administrateurs d'offrir un accès aux sessions Terminal Services via une interface web. TS Web Access est fourni avec une Web part modifiable pour IIS et Microsoft SharePoint, laquelle affiche les applications disponibles et les connexions à l'utilisateur. En utilisant TS Gateway et TS Remote Programs, les accès complets s'effectuent via HTTP(S) et les applications à distance apparaissent de façon transparente à l'utilisateur comme si celles-ci étaient utilisées localement. Plusieurs applications peuvent être exécutées dans une même session ce qui permet de ne pas avoir besoin de licences par utilisateur additionnelles. Terminal Services Easy Print ne nécessite pas l'installation de pilotes d'imprimantes sur le serveur par l'administrateur, mais garantit la redirection et disponibilité de toutes les interfaces utilisateurs d'imprimantes ce qui permet une utilisation dans les sessions à distance. 
Les sessions Terminal Services sont créées en parallèle et non pas en série - le nouveau modèle de session permet d'initier 4 sessions en parallèle, ou plus si le serveur a plus de 4 processeurs.

### Windows PowerShell
Windows Server 2008 est le premier système d'exploitation qui intègre Windows PowerShell, le nouveau shell extensible en ligne de commande de Microsoft qui inclut des fonctionnalités de technologie de scripting (task-based scripting technology). PowerShell repose sur de la programmation orientée objet et sur la version 2.0 du Framework .NET, et inclut plus de 120 outils d'administration système, avec une convention de nommage et une syntaxe consistante, et la capacité intégrée d'opérer avec des données standards de gestion telles que la base de registre Windows, les magasins de certificats, ou Windows Management Instrumentation (WMI). Le langage de script PowerShell a été conçu spécifiquement pour l'administration IT, et peut être utilisé en lieu et place de cmd.exe et Windows Script Host.

### Auto-réparation NTFS
Dans les versions antérieures de Windows, si le système d'exploitation détecte une corruption dans le système de fichiers d'un volume NTFS, celui-ci marque le volume comme « impropre » ; pour corriger les erreurs sur le volume, celui-ci devait être déconnecté. Avec la fonctionnalité Auto-réparation NTFS, un processus réparateur NTFS est lancé en arrière-plan et effectue une réparation ciblée des structures endommagées, en ne laissant que les fichiers ou dossiers endommagés comme indisponibles et non pas l'intégralité du volume.

### Hyper-V
Hyper-V est un hyperviseur de système virtuel, formant la partie centrale de la stratégie de virtualisation de Microsoft. Il permet de virtualiser des serveurs au niveau de la couche Kernel du système d'exploitation. Il peut être vu comme le partitionnement d'un unique serveur physique en plusieurs petits ensembles d'ordinateurs. Hyper-V inclut la possibilité d'opérer en tant qu'hôte hyperviseur de virtualisation Xen, permettant ainsi aux systèmes d'exploitation avec la fonction Xen activée d'être virtualisés. Cette fonctionnalité n'était pas initialement intégrée à Windows Server 2008, mais fut disponible trois mois après sa sortie mondiale, uniquement sur les versions 64 bits.

### Windows System Resource Manager
Windows System Resource Manager (WSRM) est intégré à Windows Server 2008. Il offre la possibilité de gérer les ressources systèmes et peut être utilisé pour contrôler combien de ressources un processus ou un utilisateur est à même d'utiliser, en fonction des priorités du métier. Process Matching Criteria, dont le nom est explicite (littéralement : Critère de repère de processus) modèle ou propriétaire du processus, enforce les restrictions d'utilisation de ressources par un processus qui répond aux critères. Temps CPU, bande passante, nombre de processeurs, et allocation de mémoire à un processus peuvent être restreints.
Les restrictions peuvent également être imposées uniquement à certaines dates et heures.

### Gestionnaire de serveurs
Server Manager est un nouvel outil de gestion pour Windows Server 2008. Il s'agit d'une combinaison entre les fonctionnalités Manage Your Server et l'Assistant de Configuration de la Sécurité de Windows Server 2003. Le gestionnaire de serveur (Server Manager) consiste en une amélioration de la boîte de dialogue Configurer mon serveur qui s'exécute par défaut automatiquement au démarrage des machines Windows Serveur 2003. Cependant, il ne s'agit pas seulement d'un point de départ pour configurer un nouveau rôle sur le serveur, mais d'un outil qui rassemble toutes les opérations qu'un administrateur souhaiterait réaliser sur le serveur, telles que générer une méthode de déploiement à distance, ajouter d'autres rôles à un serveur, etc. Server Manager se présente sous la forme d'un ensemble d'outils consolidés sous forme de portail et contient un statut de chacun des rôles.
Il n'est pas possible actuellement d'utiliser Server Manager à distance, mais une console cliente est prévue.

### Autres fonctionnalités
Les autres fonctionnalités nouvelles ou optimisées correspondent à :

#### Améliorations du Core OS
- Le système d'exploitation est désormais entièrement constitué de plusieurs composants.
- Les mises à jour à chaud ont été améliorées, une fonctionnalité qui permet aux mises à jour non liées au noyau d'être appliquées sans avoir recours à un redémarrage.
- Le démarrage depuis des périphériques compatibles EFI (Extensible Firmware Interface) sur des systèmes 64 bits est désormais supporté.
- Le partitionnement matériel dynamique est supporté.
- L'ajout à chaud de processeur et de mémoire est désormais supporté si le matériel est compatible.

#### Améliorations dansActive Directory
Un nouveau mode de fonctionnement de l’Active Directory appelé « Read-Only Domain Controller » (RODC) apparaît, destiné à une utilisation dans des succursales où les contrôleurs de domaine peuvent être hébergés dans des locaux à faible sécurité d'accès. Le RODC contient une copie non modifiable de l'annuaire Active Directory, et redirige toutes les tentatives d'écriture à un contrôleur de domaine complet ; il réplique également tous les comptes excepté les comptes sensibles. 
En mode RODC, les informations d'authentification ne sont pas mises en cache par défaut. De plus, seul le contrôleur de domaine hébergeant le rôle d'émulateur PDC nécessite Windows Server 2008 ; les administrateurs locaux peuvent ouvrir une session sur le RODC afin d'effectuer des opérations de maintenance sans avoir besoin de privilèges d'administrateurs de domaine.
Le service Active Directory pouvant être redémarré, cela permet de stopper puis de redémarrer ADDS depuis la console de gestion (MMC) ou la ligne de commande sans avoir à redémarrer le contrôleur de domaine. Cela permet de réduire le temps d'indisponibilité dû aux opérations de maintenance et diminue les prérequis du rôle de contrôleur de domaine avec Core Server. ADDS est implémenté en tant que Service de Contrôleur de Domaine dans Windows Server 2008.

#### Améliorations liées aux stratégies de sécurité
Toutes les améliorations liées aux stratégies de sécurité apportée par Windows Vista sont également présentes dans Windows Server 2008. La console de gestion des stratégies (GPMC) est désormais intégrée par défaut au système. Les GPO sont indexées pour permettre la fonctionnalité de recherche et peuvent également être commentées. Les stratégies de sécurité réseau de base incluent la protection d'accès réseau (Network Access Protection, NAP), une meilleure gestion des succursales et une amélioration de la collaboration entre utilisateurs. Des stratégies peuvent être créées afin d'offrir une meilleure qualité de service pour certaines applications ou certains services qui nécessitent une priorisation d'utilisation de la bande passante entre clients et serveurs. La gestion des mots de passe au sein d'un même domaine est désormais granulaire (possibilité pour les comptes administrateurs d'implémenter des stratégies de mot de passe différentes affectant des groupes ou des utilisateurs uniques) alors qu'auparavant la politique de mot de passe était unique pour tout le domaine.

#### Améliorations liées à la gestion de disque et au stockage de fichiers
Il est désormais possible de redimensionner les partitions des disques dur sans avoir à arrêter le serveur, y compris pour les partitions système (Note : cela ne s'applique qu'au volume simple et en grappe (spanned volume). Les volumes agrégés (striped volume) ne peuvent pas être étendus ou tronqués). La fonction Shadow Copy fonctionne désormais au niveau bloc ce qui permet d'effectuer des sauvegardes sur des médias optiques, des partages réseaux et des environnements de récupération Windows (Windows Recovery Environment). Des améliorations ont également été apportées à Distributed File System (DFS) : la réplication du dossier SYSVOL est basée sur DFS-R, les membres d'une réplication peuvent avoir les dossiers répliqués en mode lecture-seule. Les espaces de nom DFS d'un domaine supportent désormais plus de 5 000 dossiers incluant le dossier cible dans l'espace de nom. Plusieurs améliorations ont été apportées au système de grappe de serveurs de bascule (cluster de haute disponibilité). Le rôle Internet Storage Naming Server (iSNS) permet l'enregistrement, la suppression et les requêtes centralisées des disques durs iSCSI.

#### Améliorations liées aux protocoles et chiffrement
Le protocole d'authentification Kerberos supporte désormais le chiffrement AES en 128 et 256 bits. La nouvelle API de chiffrement (CNG) supporte la cryptographie sur les courbes elliptiques et la gestion améliorée des certificats. Un nouveau protocole propriétaire de Microsoft apparaît : le Secure Socket Tunneling Protocol (SSTP). AuthIP est une nouvelle extension propriétaire Microsoft du protocole de chiffrement IKE qui est utilisée dans les réseaux VPN IPsec. Le protocole Server Message Block 2.0 dans la nouvelle couche TCP/IP apporte de nombreuses améliorations au niveau des communications, incluant notamment de meilleures performances lors de l'accès à des partages de fichiers sur des réseaux à haute latence, via l'utilisation de l'authentification et la signature de messages mutuelles.

#### Améliorations liée à la partie cliente (Windows Vista)
Le lancement d'une recherche sur un serveur Windows 2008 depuis un client Windows Vista délègue dans les faits la requête au serveur, qui utilise alors la technologie Windows Search et retourne ensuite le résultat au client. Dans un environnement réseau contenant un serveur d'impression sous Windows 2008, les clients peuvent traiter les travaux d'impression localement avant de les envoyer au serveur d'impression permettant ainsi de réduire la charge du serveur et d'augmenter sa disponibilité.
l:Le transfert d'évènements permet la consolidation et le transfert des journaux depuis les clients Windows Vista inscrits vers la console centrale. Le transfert d'évènements peut être activé sur les clients inscrits directement depuis le serveur central via la console de gestion des évènements. Les fichiers hors-connexions sont mis en cache localement et sont alors accessibles même si le serveur n'est pas joignable, et les copies se synchronisent de façon transparente lorsque le client et le serveur sont à nouveau connectés. 

#### Améliorations diverses
Le service Windows Deployment Services remplace les services Automated Deployment Services et les services d'installation à distance. Windows Deployment Services (WDS) supporte et améliore la fonctionnalité de multicast lors du déploiement des images de systèmes d'exploitation.
Internet Information Services 7 apporte une sécurité accrue, la possibilité de déployer via xcopy, une amélioration des outils de diagnostic, et la délégation de l'administration. Un composant optionnel « Desktop Experience » offre la même interface utilisateur Windows Aero de Windows Vista, aussi bien pour les utilisateurs locaux que les utilisateurs distants connectés au travers du client Remote Desktop.

## Éditions

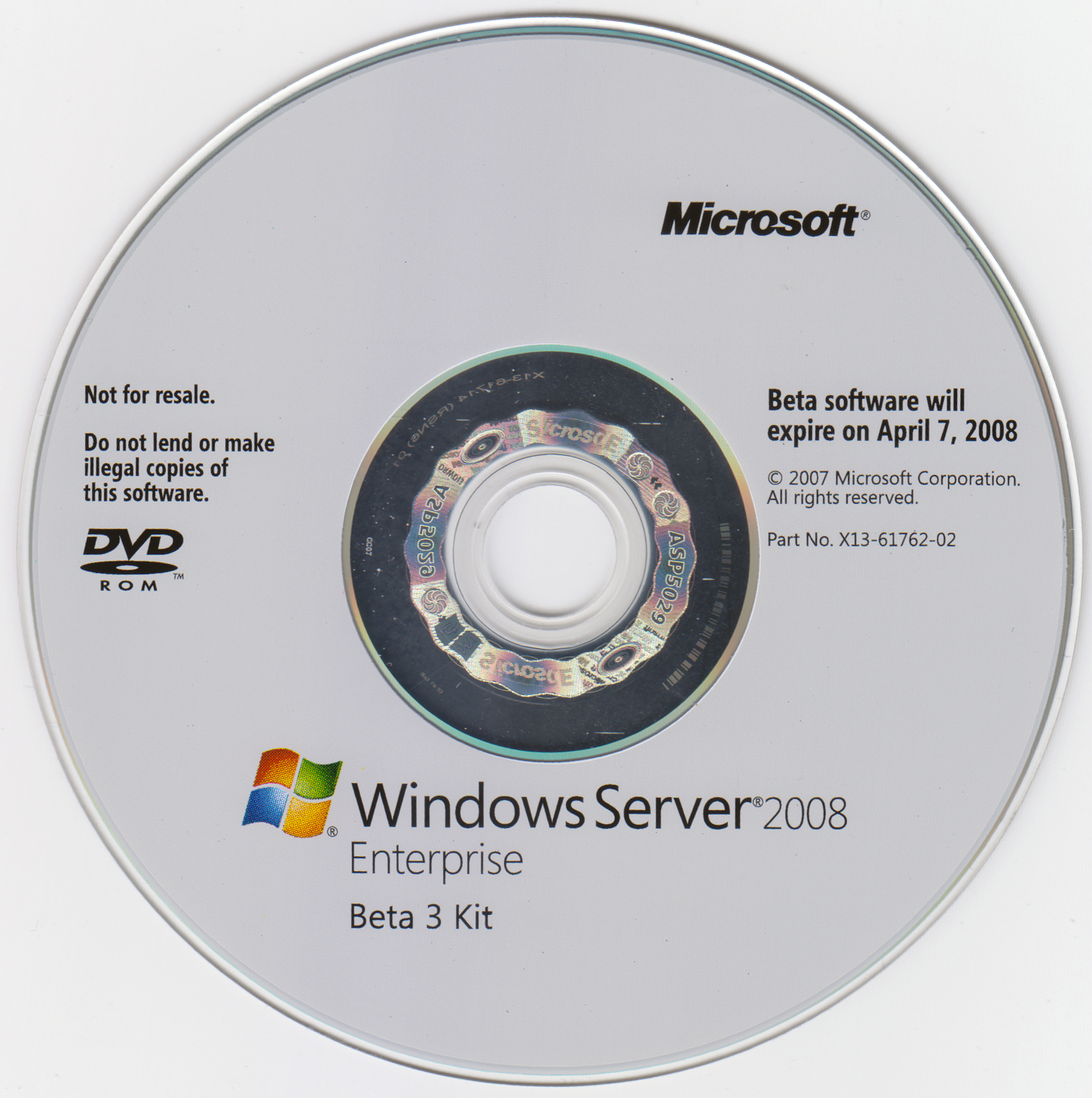
Disque d'installation de la version Enterprise (bêta 3)

La plupart des éditions de Windows Server 2008 sont disponibles en version x86-64 (64-bit) et x86 (32-bit). Windows Server 2008 pour les systèmes Itanium est compatible avec les processeurs de type IA-64. 
La version IA-64 est optimisée pour les environnements à charge élevée tels que les serveurs de bases de données et les applications Line of Business (LOB). En revanche celle-ci n'est pas optimisée pour être utilisée en tant que serveur de fichiers ou serveur de médias. 
Microsoft a annoncé que Windows Server 2008 sera le dernier système d'exploitation serveur disponible en version 32-bit. Windows Server 2008 est disponible dans les versions listées ci-dessous, à l'instar de Windows Server 2003 :
- Windows Server 2008 Édition Standard (x86 et x64)
- Windows Server 2008 Édition Enterprise (x86 et x64)
- Windows Server 2008 Édition Datacenter (x86 et x64)
- Windows HPC Server 2008
- Windows Web Server 2008 (x86 et x64)
- Windows Storage Server 2008 (x86 et x64)
- Windows Small Business Server 2008 (x64) pour les PME
- Windows Essential Business Server 2008 (x64) pour les PME
- Windows Server 2008 pour systèmes Itanium
- Windows Server 2008 Foundation

La version Server Core est disponible en édition Standard, Enterprise et Datacenter. Elle n'est pas disponible en édition Web ou Itanium. Il est important de relever que l'édition Core Server consiste en un rôle supporté par certaines éditions, et non pas une édition distincte.